# Замбскі-Косьцельне
Замбскі-Косьцельне (пол. Zambski Kościelne) — село в Польщі, у гміні Обрите Пултуського повіту Мазовецького воєводства.
Населення — 325 осіб (2011).
У 1975-1998 роках село належало до Остроленцького воєводства.

## Демографія
Демографічна структура станом на 31 березня 2011 року:
|          | Загалом | Допрацездатний вік | Працездатний вік | Постпрацездатний вік |
| -------- | ------- | ------------------ | ---------------- | -------------------- |
| Чоловіки | 171     | 40                 | 118              | 13                   |
| Жінки    | 154     | 30                 | 86               | 38                   |
| Разом    | 325     | 70                 | 204              | 51                   |